# Erik Richter Strand
Pour les articles homonymes, voir Strand.
Erik Richter Strand, né le 17 septembre 1974 à Bergen (Norvège), est un réalisateur et scénariste norvégien.

## Biographie
Erik Richter Strand étudie la réalisation à la Norwegian Film School de Lillehammer. Il commence sa carrière en réalisant des courts métrages et des publicités.
Pour son travail sur les films, il a remporté plusieurs prix, notamment au Cinequest de San José et aux Cannes Lions.
Il a vécu à Bergen et a réalisé trois films de la série Varg Veum entre 2007 et 2012.
Richter Strand est le petit-fils de l'éditeur, écrivain et figure de la résistance Odd Strand.

## Filmographie partielle

### Au cinéma
- 2006 : Sønner
- 2012 : Varg Veum – De døde har det godt

### À la télévision
- 2015 : Occupied  (série télévisée,  épisodes 3 et 4 )
- 2022 : The Crown  (série télévisée)

## Récompenses et distinctions
- Cinequest San Jose Film Festival (en) 2003 : Meilleur court métrage pour Sporløs
- Prix spécial du Festival international du film de Mannheim-Heidelberg 2006 pour Sønner
- Festival du film Nuits noires de Tallinn 2006 Prix Don Quichotte Sønner
- Prix des débutants du Festival international du film de Seattle 2007 pour  Sønner
- Gullruten 2017 : Meilleure série télévisée pour Valkyrien

- (en) Erik Richter Strand: Awards, sur l'Internet Movie Database